# والتر شلوتر
والتر شلوتر (بالألمانية: Walter Schlüter)‏ هو سائق رالي ألماني، ولد في 1911، وتوفي في نوفمبر 1977.